# Trilobiták

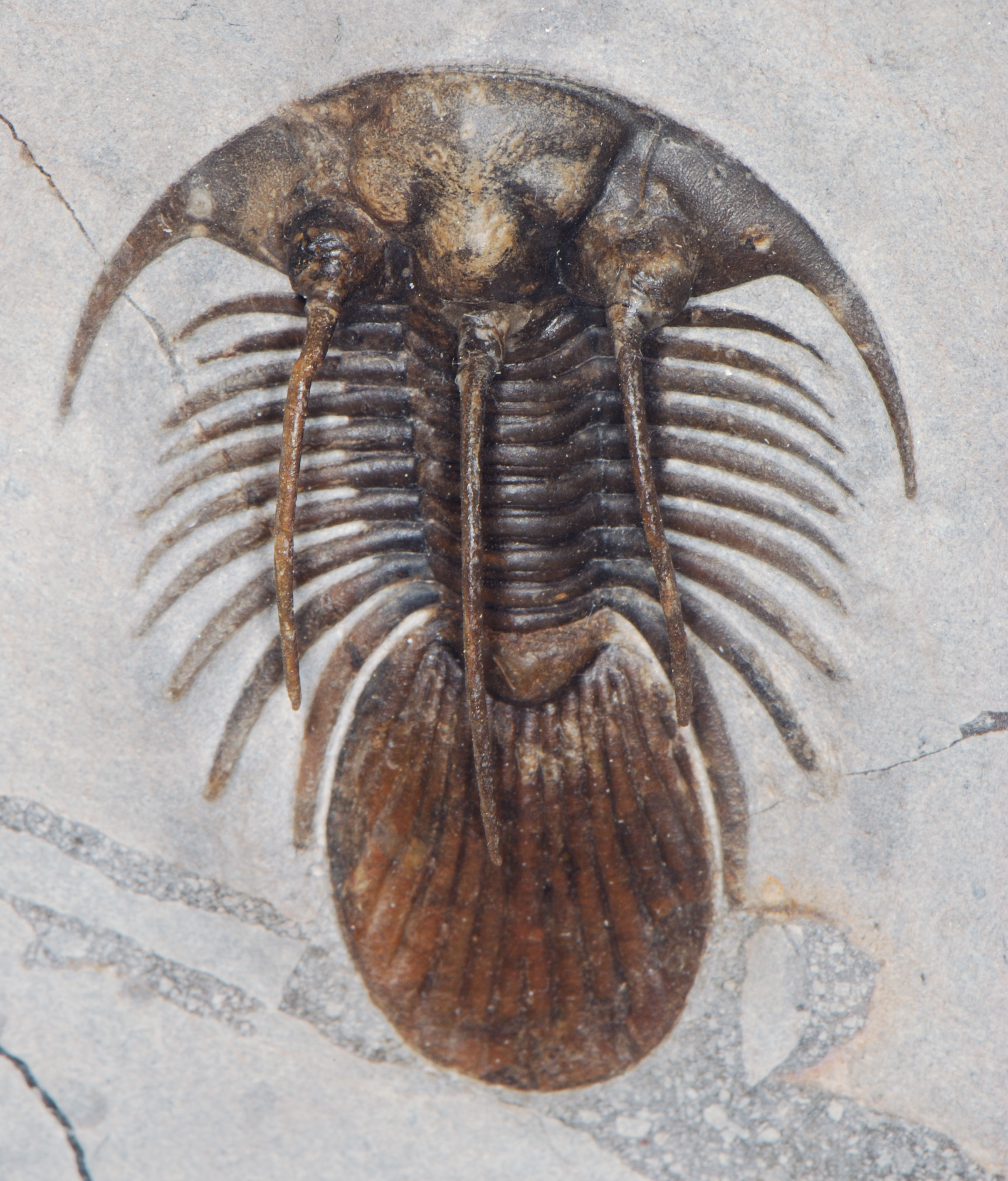
Kolihapeltis trilobita, kora devon, mintegy 400 Ma

A trilobiták vagy háromkaréjú ősrákok kihalt ízeltlábúak, amelyek a Trilobita osztályt alkotják.
521 millió évvel ezelőtt, a kambrium időszak második korszakában jelentek meg és a kora paleozoikum időben élték fénykorukat. Ezután lassú hanyatlásnak indultak. A késő devon kihalási esemény során valamennyi rendjük eltűnt, kivéve a proetidákat, amelyek a perm végén estek áldozatául egy kihalási hullámnak 252 millió évvel ezelőtt.
A trilobita fosszíliákat ismertségben csak a dinoszauruszok fosszíliái előzik meg. A legkorábbi, kora kambriumi fosszíliáik már nagy változatosságot és széles földrajzi elterjedtséget mutatnak. Mivel vázuk könnyen fosszilizálódott, sok a fennmaradt lelet, és a paleozoikumból 17 ezer trilobita faj ismert. A trilobita fosszíliák fontosak a biosztratigráfiai, paleontológiai és lemeztektonikai kutatások számára. Például az élőlényspecializálódás kambriumi robbanás néven ismert emelkedésének mértékét le lehet mérni a trilobitákon, amelyek a korszak legváltozatosabb állatcsoportját alkotják, komplex, jól megőrződött morfológiájuk alapján változataik jól megkülönböztethetők egymástól.
A szakirodalomban nincs egyetértés a trilobiták besorolásáról, egyesek a csáprágósok altörzsébe helyezik őket, mások mindkét csoportot a pókalkatúak (Arachnomorpha) alá sorolják be, egymás mellé.
A trilobiták változatossága hatalmas életmódbeli különbségeket jelent: voltak köztük aljzatlakók (benthikus életmód), ragadozók, dögevők, planktonevők, mások egyes elméletek szerint kénevő baktériumokkal alakítottak ki szimbiózist, amelyek élelmet termeltek számukra. Méreteikben is nagy különbségek vannak, az egészen apró, centiméteres nagyságrendtől a 0,9 méteres méretig ismertek.

## Filogenezisük
A nagy mennyiségű fosszilis anyag és a fajok ezrei ellenére a trilobiták taxonómiája (rendszertani besorolása) és filogenezise (rokonsági viszonyai) körül sok a bizonytalanság. Általánosan elfogadott, hogy kilenc rendjük volt, de új adatok még ezen is változtathatnak. A Phacopida rend kivételével valamennyi trilobitarend valószínűsíthetően még a kambrium időszak vége előtt jelent meg. A legtöbb tudós egyetért abban, hogy a Redlichiida rendben, ezen belül is a Redlichiina alrendben kell keresni valamennyi rend közös ősét, bár az Agnostida rend kivétel lehet.
A leszármazási viszonyokról sok különböző elmélet létezik, de a legtöbb szerint a  Corynexochida és a Ptychopariida rendek a kora kambrium idején válhattak ki a Redlichiina alrendből. a Lichida rend pedig vagy a Redliichidákból vagy a Corynexochidákból származott a középső kambriumban.

## Fajok
Ellipsocephalus hoffi

## Bizonytalan helyzetűek

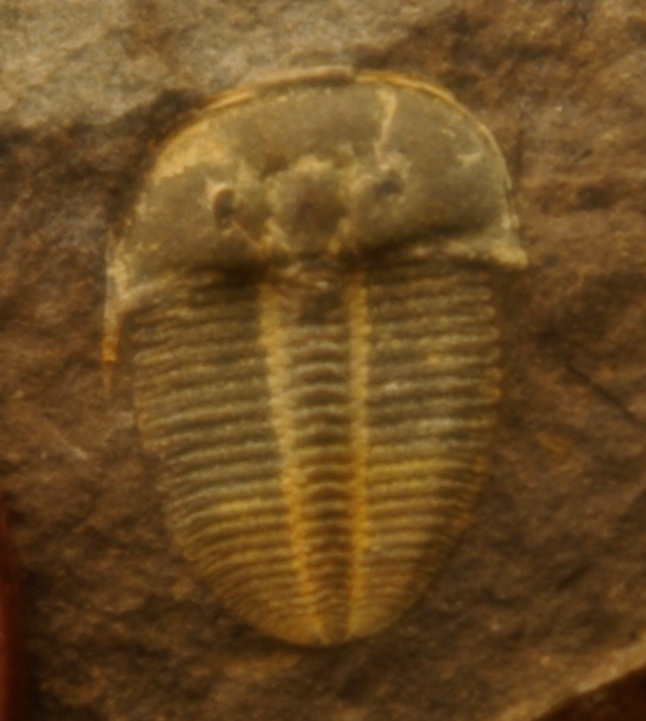
Aulacopleura konickii

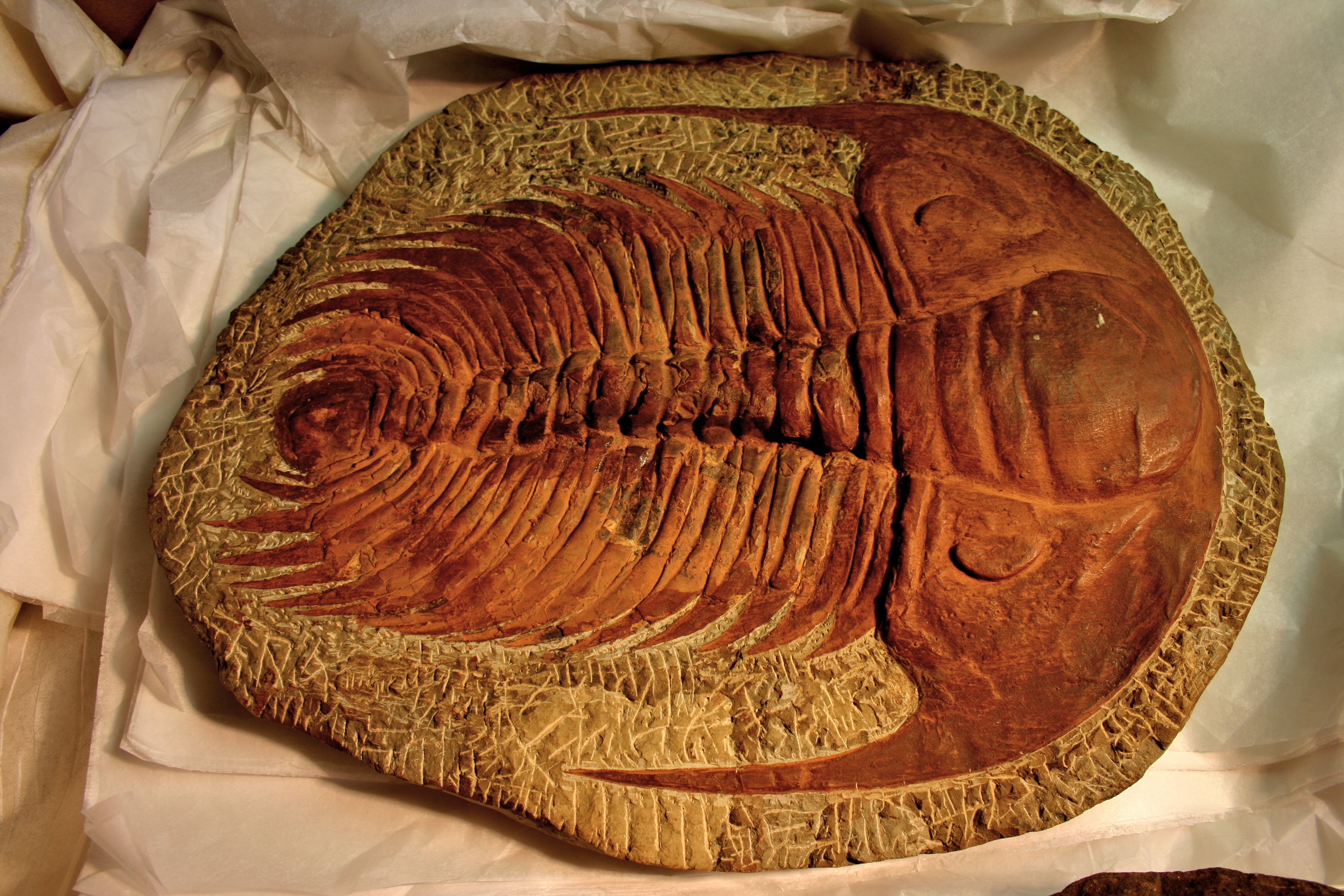
Paradoxoides sp.

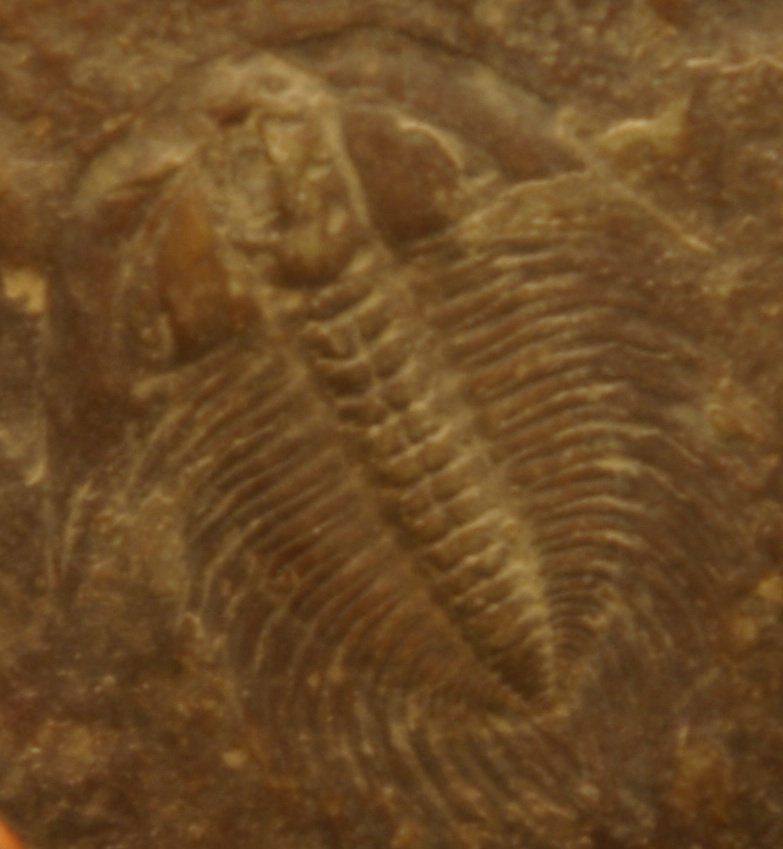
Changaspis elongate

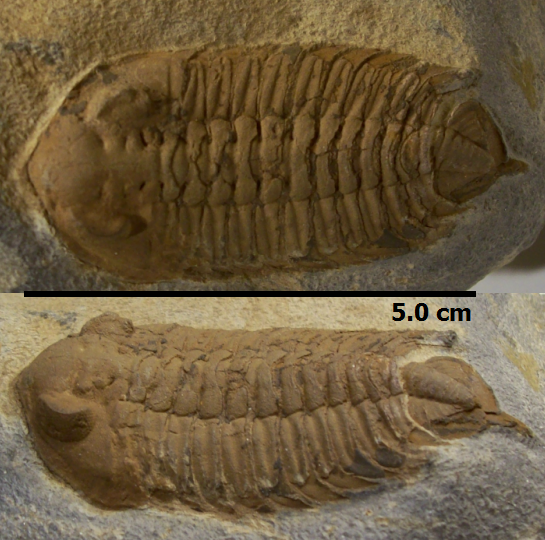
Eodalmanitina destombesi

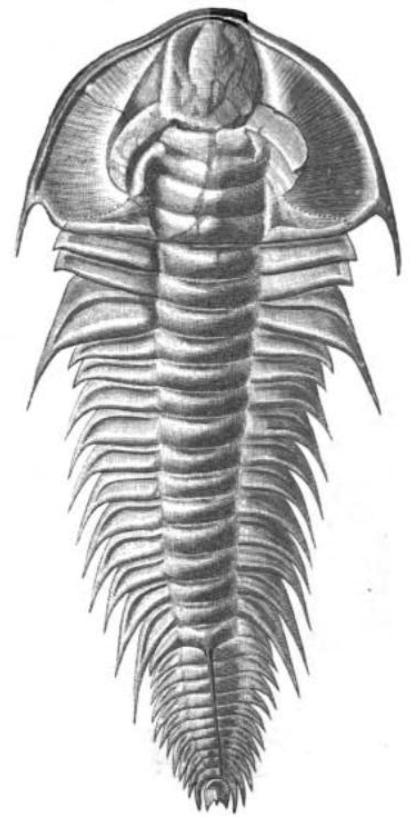
Mesonacis vermontana

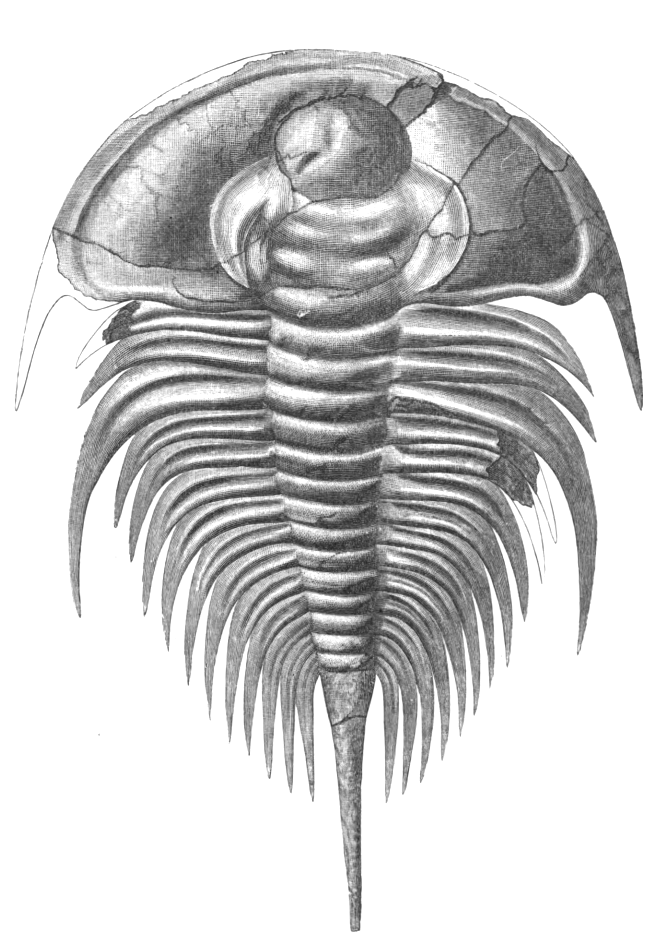
Olenellus thompsoni

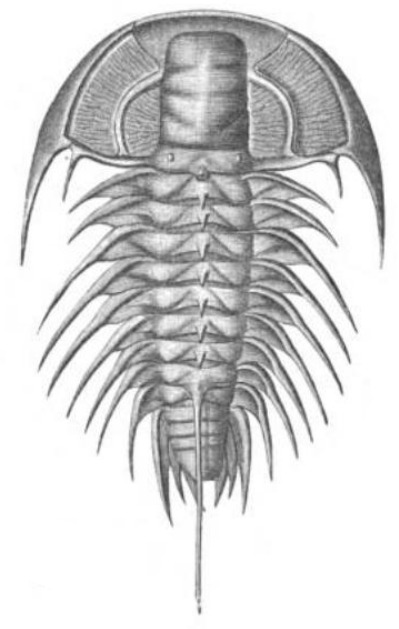
Olenoides typicalis

- Családok:
  - Burlingiidae
  - Missisquoiidae
  - Namanoiidae
  - Nektaspida vagy Nectaspida
  - Polycyrtaspididae
  - Sarkiidae
  - Sunaspididae

- Nemek:
  - Aguaraya
  - Agyrenella
  - Aligerites
  - Altiplanelaspis
  - Amechilus
  - Anthracopeltis
  - Araeocephalus
  - Arglina
  - Aulacopleurina
  - Aytounella
  - Bifodina
  - Bijaspis
  - Cancapolia
  - Carmon
  - Cayastaia
  - Chalchaquiana
  - Chambersiellus
  - Chishanheella
  - Columbicephalus
  - Costapyge
  - Crossoura
  - Cuchulain
  - Curiaspis
  - Cuyanaspis
  - Deltacare
  - Diplozyga
  - Desmus
  - Dipharus
  - Discagnostus
  - Dolgaiella
  - Eilidh
  - Ellesides
  - Entsyna
  - Eoampyx
  - Eocheirurus
  - Epumeria
  - Eulomella
  - Fabulaspis
  - Faciura
  - Fengtienia
  - Gdowia
  - Gladiatoria
  - Glossicephalus
  - Gonioteloides
  - Goycoia
  - Hagiorites
  - Hoekaspiella
  - Hospes
  - Hsiaella
  - Huaquinchaia
  - Huilichia
  - Hybocephalus
  - Idiorhapha
  - Irvingelloides
  - Ishpella
  - Isidreana
  - Jonotus
  - Juriietella
  - Kilmahogia
  - Kirengina
  - Kleptothule
  - Leptopilus
  - Levinia
  - Loxoparia
  - Loxopeltis
  - Lusampa
  - Macnairides
  - Maximovella
  - Melopetasus
  - Mendodiscus
  - Meneghinella
  - Menocephalus
  - Metaprodamesella
  - Mial
  - Muchattellina
  - Nanshihmenia
  - Neilsoniella
  - Neochilonorria
  - Neoprodamesella
  - Neotaenicephalus
  - Nicoljarvius
  - Oenonella
  - Paleoaethia vagy Aethia
  - Paraxenocephalus
  - Peculicephalina
  - Pegelina
  - Perthiellus
  - Pichunia
  - Pichyklen
  - Pichynturia
  - Piliolites
  - Pliomerellus
  - Prodamesella
  - Pseudoclelandia
  - Pseudodipharus
  - Pseudolevinia
  - Pseudosalteria
  - Pseudosarkia
  - Punctaspis
  - Resseria
  - Robroyia
  - Sakhaspidella
  - Spizharaspis
  - Subitella
  - Sukhanaspis
  - Tambakia
  - Tchabdania
  - Tersiceps
  - Thymurus
  - Toxotis
  - Trapezocephalina
  - Triarthrella
  - Typhlokorynetes
  - Querandinia
  - Qijiangia
  - Yanquetruzia
  - Yinaspis
  - Yoyarria

## Külső hivatkozások
- National Geographic: a legnagyobb trilobita felfedezése